# 奥克塔维娅·E·巴特勒

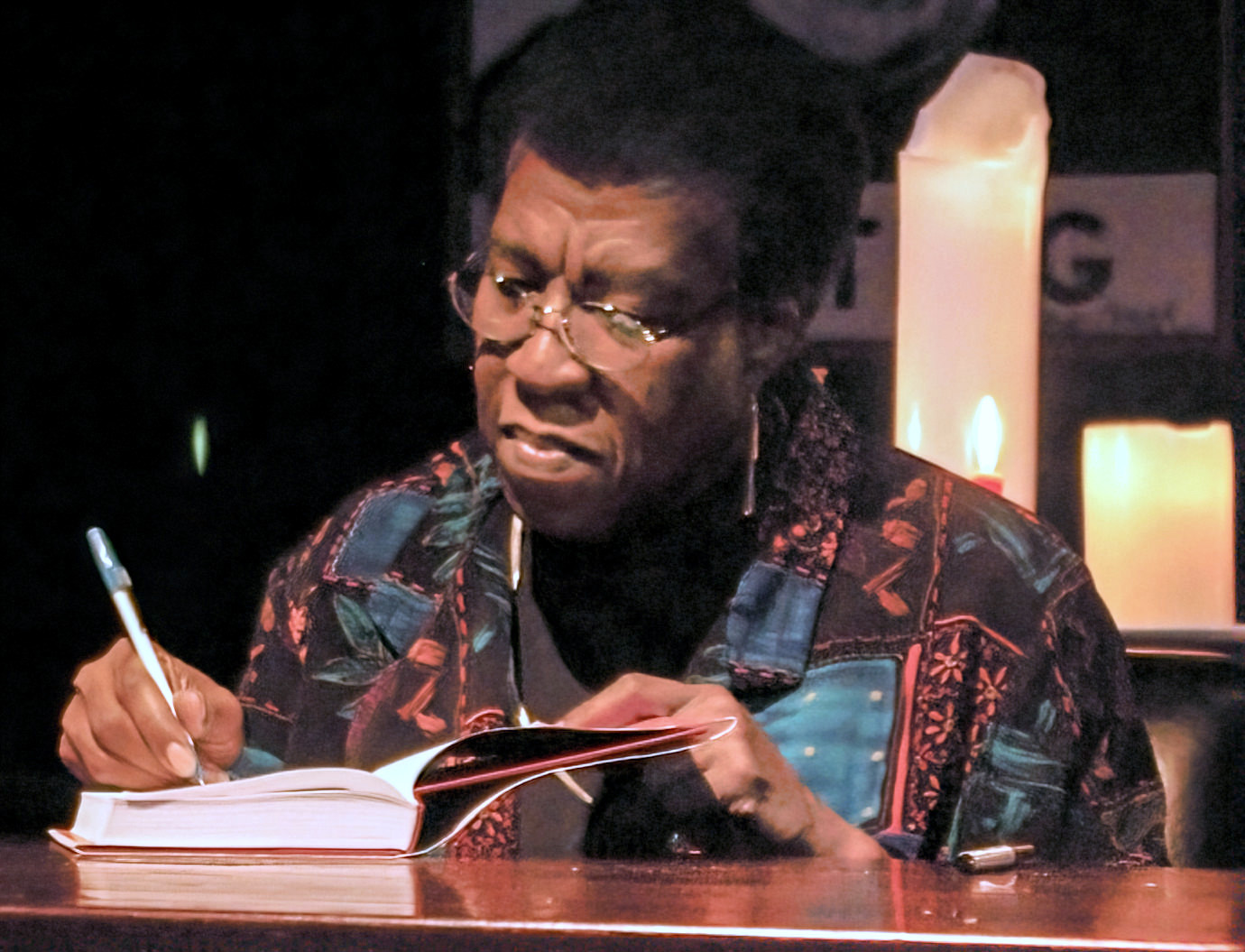
奥克塔维娅·E·巴特勒

奧克塔維婭·埃丝特尔·巴特勒（英語：Octavia Estelle Butler，1947年6月22日—2006年2月24日）是美國科幻小說作家。她是雨果獎和星雲獎得主，也是在科幻界頗負盛名的一位非裔美籍女性。並且在1995年成為第一位以科幻小說獲頒麥克阿瑟獎的天才獎的作家。

## 生平
巴特勒生於加州的帕薩迪納。巴特勒還是嬰兒時，身為擦鞋匠的父親 Laurice去世，巴特勒便在祖母和母親做女傭以負擔家計的撫養下，於生活艱辛的族群複雜環境裡長大。
根據美國黑人文學選集描述，"害羞的巴特勒是自律的浸信會家庭中唯一一個小孩"，"她很早即對科幻雜誌著迷，如驚異傳奇、奇幻與科幻雜誌、銀河科幻，進而開始大量接觸科幻經典小說"。

## 紀念
2018年6月22日，Google在美國版首頁以首頁塗鴉紀念巴特勒71歲冥誕。